# Diga di Tominaga
La diga di Tominaga (富永ダム?, Tominaga damu) è una diga nella città di Toyota, prefettura di Aichi, in Giappone.